# AFIアメリカ映画100年シリーズ
AFIアメリカ映画100年シリーズ（AFIアメリカえいが100ねんシリーズ）は、アメリカン・フィルム・インスティチュートがアメリカ映画100周年を記念して、1998年から発表を始めたランキングである。CBSのテレビ特番でも取り上げられている。

## ラインナップ
- 1998年：アメリカ映画ベスト100 - 100 Movies
- 1999年：映画スターベスト100 - 100 Stars
- 2000年：コメディ映画ベスト100 - 100 Laughs
- 2001年：スリルを感じる映画ベスト100 - 100 Thrills
- 2002年：情熱的な映画ベスト100 - 100 Passions
- 2003年：ヒーローと悪役ベスト100 - 100 Heroes and Villains
- 2004年：アメリカ映画主題歌ベスト100 - 100 Songs
- 2005年：アメリカ映画の名セリフベスト100 - 100 Movie Quotes
- 2005年：映画音楽ベスト100 - Film Scores
- 2006年：感動の映画ベスト100 - 100 Cheers
- 2006年：ミュージカル映画ベスト - Musicals
- 2007年：アメリカ映画ベスト100（10周年エディション） - 100 Movies (10th Anniversary Edition)
- 2008年：10ジャンルのトップ10 - 10 Top 10